# Pekka Kuusisto
Pour les articles homonymes, voir Kuusisto.
Pekka Kuusisto (né le 7 octobre 1976 à Espoo) est un violoniste et chef d'orchestre finlandais,.

## Biographie
Son père est le compositeur Ilkka Kuusisto, son grand-père le compositeur Taneli Kuusisto (fi) et son frère le violoniste Jaakko Kuusisto.
Pekka Kuusisto commence à jouer du violon à l'âge de trois ans au conservatoire de musique de l'Est d'Helsinki (fi) sous la direction de Géza Szilvay,.
Puis il étudie a l'académie Sibelius et à l'université de l'Indiana.
Comme professeurs il aura, entre autres, Tuomas Haapanen (fi), Miriam Fried et Paul Biss.

## Carrière
En 1995, Pekka Kuusisto remporte le premier prix au Concours international de violon Jean Sibelius.
Depuis 2006, il dirige régulièrement le Tapiola Sinfonietta.
Pekka Kuusisto joue comme soliste ou chef d'orchestre.
Il collabore régulièrement avec Virtuosi di Kuhmo (fi) et des orchestres de chambre d'Australie et de Grande-Bretagne.
Il joue aussi de la musique traditionnelle dans différents groupes.
Il a fondé le groupe KRAFT avec Johanna Juhola,.
Pekka Kuusisto aime transgresser les frontières de genre musical.
Il a par exemple collaboré avec le Trio Töykeät (fi), le groupe Rajaton et le Don Johnson Big Band (fi).
En 2011, il est invité par le groupe de métal Mokoma (fi) à jouer du violon, du piano Rhodes et de l'Harmonium dans leur album Varjopuoli.
Dans les années 1999 à 2006, il joue avec son frère Jaakko Kuusisto au festival Meidän Festivaali (fi).
Le 10 novembre 2012, lors la première mondiale du film Imaginaerum à l'Hartwall Arena d'Helsinki, il participe au concert de Nightwish en jouant sur les morceaux « I Want My Tears Back » et « Last Of The Wilds ». Il contribue également à la bande originale du film Imaginaerum nommée « The score ».
Le 22 août 2017, Pekka Kuusisto a créé le Concerto pour violon du compositeur islandais Daníel Bjarnason accompagné par l'orchestre philharmonique de Los Angeles et Gustavo Dudamel.
Il a rejoué le concerto pour la création britannique en septembre 2017, cette fois avec le Philharmonia Orchestra et son compatriote Esa-Pekka Salonen.
Depuis plusieurs années, Pekka Kuusisto repense son répertoire et n'hésite pas à livrer en concert sa conception audacieuse des concertos écrits pour le violon.
Ainsi, il n'hésite pas à jouer le Concerto de Jean Sibelius précédé de quelques pages de musique traditionnelle finlandaise ou de retirer du Concerto de Tchaïkovsky les traditions d'interprétations pour faire fusionner l'interprétation historiquement recherchée et la part d'improvisation que peut adopter le soliste sur scène.
Il est également directeur artistique du festival Our Festival basé à Järvenpää (située à une trentaine de kilomètres d'Helsinki), ville où habita le compositeur Jean Sibelius.

## Discographie
- Sibelius, Concerto pour violon – Pekka Kuusisto, violon ; Orchestre philharmonique d'Helsinki, dir. Leif Segerstam, (Ondine 1996).
- String attached – Pekka Kuusisto au violon & Raija Kerppo au piano (Ondine 1997).
- Vivaldi, Quatre saisons – Pekka Kuusisto au violon & Kuhmon virtuoosit (Ondine 1999).
- Folk trip – Pekka Kuusisto au violon & The Luomu Players (Ondine 2002).
- Mozart, concertos pour violon nos 3, 4, 5 – Pekka Kuusisto au violon & Tapiola Sinfonietta, dir. Olli Mustonen (Ondine 2003).
- Sibelius, Musical soirée at Ainola, Pekka Kuusisto au violon & Heini Kärkkäinen au piano (Ondine 2004).
- Sibelius, Œuvres pour violon et orchestre – Pekka Kuusisto au violon & Tapiola Sinfonietta (Ondine 2006).
- Subterráneo, Pekka Kuusisto, violon & Iiro Rantala au piano (Liverace 2009).
- Paganini Duos, Pekka Kuusisto au violon & Ismo Eskelinen à la guitare, Ondine (2009)
- Kiestinki, Pekka Kuusisto au violon & Paula Vesala, (Warner Music Nordic 2011).
- Rautavaara, Œuvres pour violon et piano, Pekka Kuusisto au violon & Paavali Jumppanen au piano (Ondine 2011).
- Fagerlund, Concerto pour violon – Pekka Kuusisto, violon ; Orchestre symphonique de la radio finlandaise, dir. Hannu Lintu (2011, SACD BIS BIS-2093) (OCLC 915035976)

## Prix et distinctions
- Prix musical du conseil nordique , 2013